# Músculo flexor común superficial de los dedos de la mano
El músculo flexor de los dedos es un músculo que se encuentra en el segundo plano de la cara anterior del antebrazo.
Se origina en la epitróclea humeral, la apófisis coronoides del cúbito y en la parte media de la superficie anterior del radio.
Posee inserciones proximales por haces, el haz humeral en la epitróclea, el haz cubital en la apófisis coronoides y el haz radial en el borde anterior del mismo. Las inserciones distales finalizan en 4 tendones para los cuatro últimos dedos, cada tendón finaliza en 2 lengüetas que se fijan a las bases de las falanges medias en la cara palmar. Estos tendones descienden del antebrazo a la palma de la mano, pasando por el túnel carpiano.
A nivel del cuerpo de la falange proximal, cada uno de los tendones se divide en 2 ramas que haciéndose divergentes constituyen una hendidura, el hiato tendinoso, para el paso de los tendones del flexor profundo, con los que se entrecruzan (quiasma tendinoso).

## Acción
Posee la función de flexionar las falanges medias y proximales de los cuatro dedos mediales sobre el carpo, y luego la mano sobre el antebrazo.
A este músculo también se le llama «tendón perforado» porque es perforado por los «tendones perforantes» del músculo flexor común profundo de los dedos de la mano.